# The Voice Senior (Polska)
The Voice Senior – polski program telewizyjny typu talent show oparty na niderlandzkim formacie o tej samej nazwie, emitowany na antenie TVP2 od 2019.

## Zasady programu
W tzw. przesłuchaniach w ciemno biorą udział osoby w wieku powyżej 60 lat. Na początku występu trenerzy odwróceni są tyłem do uczestników, a jeśli któryś z trenerów chce przyjąć uczestnika do swojej drużyny, odwraca się do niego i śpiewający automatycznie trafia do jego drużyny. Jeżeli odwróci się więcej niż jeden trener, kandydat wybiera trenera, z którym będzie chciał pracować. Etap przesłuchań w ciemno kończy się skompletowaniem 6-osobowej (w pierwszej edycji 4-osobowej) drużyny przez każdego trenera.
Następnie odbywa się półfinał, podczas którego trenerzy wybierają ze swojej drużyny po trzy osoby (w pierwszej edycji po dwie osoby), które śpiewają po jednym utworze (w pierwszej edycji kolędę albo inną piosenkę świąteczną). Z każdej grupy do finału przechodzi jedna osoba, a pozostałe odpadają. Decyzje o awansie podejmuje trener danej drużyny. Do finału przechodzi ośmioro wokalistów.
O zwycięzcy programu decydują podczas finału widzowie w głosowaniu SMS-owym. Zwycięzca otrzymuje 50 tys. zł i wycieczkę o wartości 30 tys. zł (w pierwszej edycji także występ podczas „Sylwestra Marzeń z Dwójką”).

## Ekipa

### Trenerzy
| Trener               | Edycja | Edycja | Edycja | Edycja | Edycja | Edycja | Edycja |
| Trener               | 1.     | 2.     | 3.     | 4.     | 5.     | 6.     | 7.     |
| Trener               | [ 4 ]  | [ 5 ]  | [ 6 ]  | [ 7 ]  | [ 8 ]  | [ 9 ]  | [ 10 ] |
| -------------------- | ------ | ------ | ------ | ------ | ------ | ------ | ------ |
| Alicja Majewska      | ●      | ●      | ●      |        |        |        | ●      |
| Andrzej Piaseczny    | ●      | ●      |        |        |        | ●      | ●      |
| Robert Janowski      |        |        |        |        |        | ●      | ●      |
| Majka Jeżowska       |        |        |        |        |        |        | ●      |
| Tatiana Okupnik      |        |        |        |        |        | ●      |        |
| Małgorzata Ostrowska |        |        |        |        |        | ●      | .      |
| Maryla Rodowicz      |        |        | ●      | ●      | ●      |        |        |
| Alicja Węgorzewska   |        |        |        | ●      | ●      |        |        |
| Tomasz Szczepanik    |        |        |        | ●      | ●      |        |        |
| Halina Frąckowiak    |        |        |        |        | ●      |        |        |
| Piotr Cugowski       |        |        | ●      | ●      |        |        |        |
| Witold Paszt         |        | ●      | ●      |        |        |        |        |
| Izabela Trojanowska  |        | ●      |        |        |        |        |        |
| Urszula Dudziak      | ●      |        |        |        |        |        |        |
| Marek Piekarczyk     | ●      |        |        |        |        |        |        |

### Prowadzący
| Prowadzący             | Edycja | Edycja | Edycja | Edycja | Edycja | Edycja | Edycja |
| Prowadzący             | 1.     | 2.     | 3.     | 4.     | 5.     | 6.     | 7.     |
| Prowadzący             | [ 11 ] | [ 12 ] | [ 6 ]  | [ 13 ] | [ 14 ] | [ 15 ] | [ 16 ] |
| ---------------------- | ------ | ------ | ------ | ------ | ------ | ------ | ------ |
| Marta Manowska         | ●      | ●      | ●      |        | ●      | ●      | ●      |
| Łukasz Nowicki         |        |        |        |        |        |        | ●      |
| Robert Stockinger      |        |        |        |        |        | ●      |        |
| Rafał Brzozowski       |        | ●      | ●      | ●      | ●      |        |        |
| Małgorzata Tomaszewska |        |        |        | ●      |        |        |        |
| Tomasz Kammel          | ●      |        |        |        |        |        |        |

### Za kulisami
| Za kulisami       | Edycja | Edycja | Edycja | Edycja | Edycja | Edycja | Edycja |
| Za kulisami       | 1.     | 2.     | 3.     | 4.     | 5.     | 6.     | 7.     |
| Za kulisami       | [ 17 ] |        |        |        |        |        |        |
| ----------------- | ------ | ------ | ------ | ------ | ------ | ------ | ------ |
| Marek Grąbczewski | ●      | ●      | ●      | ●      | ●      | ●      | ●      |
| Janina Busk       | ●      |        |        |        |        |        |        |

## Emisja w telewizji
| Edycja | Liczba odcinków | Liczba odcinków | Pierwsza emisja telewizyjna (TVP2) | Pierwsza emisja telewizyjna (TVP2) | Pierwsza emisja telewizyjna (TVP2) | Pierwsza emisja telewizyjna (TVP2) | Pierwsza emisja telewizyjna (TVP2) |
| Edycja | num. TVP        | fakt.           | Sezon                              | Premiera                           | Finał                              | Pora emisji                        | Średnia oglądalność                |
| ------ | --------------- | --------------- | ---------------------------------- | ---------------------------------- | ---------------------------------- | ---------------------------------- | ---------------------------------- |
| 1.     | 6               | 7               | zima 2020                          | 7 grudnia 2019                     | 28 grudnia 2019                    | sobota 20.05                       | 2,97 mln                           |
| 2.     | 10              | 12              | zima 2021                          | 2 stycznia 2021                    | 6 lutego 2021                      | sobota 20.00                       | 2,43 mln                           |
| 3.     | 10              | 12              | zima 2022                          | 1 stycznia 2022                    | 5 lutego 2022                      | sobota 20.00                       | 2,08 mln                           |
| 4.     | 11              | 14              | zima 2023                          | 7 stycznia 2023                    | 18 lutego 2023                     | sobota 20.00                       | 2,04 mln                           |
| 5.     | 11              | 14              | zima 2024                          | 6 stycznia 2024                    | 17 lutego 2024                     | sobota 20.00                       | 1,74 mln                           |
| 6.     | 11              | 14              | zima 2025                          | 4 stycznia 2025                    | 15 lutego 2025                     | sobota 20.00                       | 1,5 mln                            |
| 7.     |                 |                 | zima 2026                          |                                    |                                    |                                    |                                    |

### Odcinki specjalne
25 grudnia 2019 o godzinie 16.15 wyemitowano odcinek specjalny z udziałem półfinalistów programu, w którym uczestnicy opowiadali o tradycjach świątecznych oraz wspomnieniach z dawnych lat.

## Zwycięzcy
| Edycja | Zwycięzca                                                                                | Trener            | Źródło        |
| ------ | ---------------------------------------------------------------------------------------- | ----------------- | ------------- |
| 1.     | Elżbieta Szymańska, Jolanta Szydłowska-Cichoń, Krystyna Szydłowska (Siostry Szydłowskie) | Urszula Dudziak   | [ 34 ] [ 35 ] |
| 2.     | Barbara Parzeczewska                                                                     | Andrzej Piaseczny | [ 36 ] [ 37 ] |
| 3.     | Krzysztof Prusik                                                                         | Witold Paszt      | [ 38 ] [ 39 ] |
| 4.     | Zbigniew Zaranek                                                                         | Maryla Rodowicz   | [ 40 ] [ 41 ] |
| 5.     | Regina Rosłaniec-Bavcevic                                                                | Halina Frąckowiak | [ 42 ]        |
| 6.     | Wojciech Bardowski                                                                       | Robert Janowski   |               |
| 7.     |                                                                                          |                   |               |

## Trenerzy i ich grupy
– zwycięzca
    – uczestnicy ścisłego finału
| Edycja | Marek Piekarczyk        | Urszula Dudziak                                                                          | Alicja Majewska                                                                                                   | Andrzej Piaseczny            | Źródło |
| ------ | ----------------------- | ---------------------------------------------------------------------------------------- | --- | ---------------------------- | ------ |
| 1.     | Władysław Jarecki       | Elżbieta Szymańska, Jolanta Szydłowska-Cichoń, Krystyna Szydłowska (Siostry Szydłowskie) | Janusz Sztyber | Bogumiła Kucharczyk-Włodarek | [ 44 ] |
| 1.     | Kazimierz Kiljan        | Waldemar Wiśniewski                                                                      | Jadwiga Kocik | Mieczysław Pernach           | [ 44 ] |
|        |                         |                                                                                          | |                              |        |
| 2.     | Andrzej Piaseczny       | Alicja Majewska                                                                          | Witold Paszt | Izabela Trojanowska          | Źródło |
| 2.     | Barbara Parzeczewska    | Raisa Misztela                                                                           | Andrzej Pawłowski                                                                                                 | Andrzej Nosowski             | [ 37 ] |
| 2.     | Anna Tchórzewska        | Kazimierz Górecki                                                                        | Ewa Olszewska | Andrzej Szpak                | [ 37 ] |
|        |                         |                                                                                          | |                              |        |
| 3.     | Piotr Cugowski          | Maryla Rodowicz                                                                          | Witold Paszt | Alicja Majewska              | Źródło |
| 3.     | Jerzy Herman            | Larysa Tsoy                                                                              | Krzysztof Prusik                                                                                                  | Andrzej Biliński             | [ 39 ] |
| 3.     | Grażyna Rutkowska-Kusa  | Ryszard Wagner                                                                           | Aleksandra Matusiak-Kujawska, Bożena Wesołowska, Bernard Łyżwiński, Lech Sawicki (kwartet Lepiej późno niż wcale) | Iwona Dołowska               | [ 39 ] |
|        |                         |                                                                                          | |                              |        |
| 4.     | Alicja Węgorzewska      | Tomasz Szczepanik                                                                        | Maryla Rodowicz                                                                                                   | Piotr Cugowski               | Źródło |
| 4.     | Andrzej Raniszewski     | Hanna Tabiszewska                                                                        | Zbigniew Zaranek                                                                                                  | James Brierley               | [ 49 ] |
| 4.     | Wioletta Malenda        | Marzena Buczek                                                                           | Janusz Łuszczak                                                                                                   | Marian Tarnowski             | [ 49 ] |
|        |                         |                                                                                          | |                              |        |
| 5.     | Alicja Węgorzewska      | Maryla Rodowicz                                                                          | Tomasz Szczepanik                                                                                                 | Halina Frąckowiak            | Źródło |
| 5.     | Tadeusz Talarek         | Roman Wojciechowski                                                                      | Piotr Salata | Regina Rosłaniec-Bavcevic    | [ 50 ] |
| 5.     | Małgorzata Kraszkiewicz | Lucyna Mazur                                                                             | Wojciech Kwiatkowski                                                                                              | Róża Frąckiewicz             | [ 50 ] |
|        |                         |                                                                                          | |                              |        |
| 6.     | Andrzej Piaseczny       | Małgorzata Ostrowska                                                                     | Tatiana Okupnik                                                                                                   | Robert Janowski              | Źródło |
| 6.     | Bożena Gloc             | Krzysztof Warzecha                                                                       | Ewa Ihalainen | Wojciech Bardowski           |        |
| 6.     | Eugienia Kasprzycka     | Maria Lamers                                                                             | Marian Rain | Bogusław Buczkowski          |        |
|        |                         |                                                                                          | |                              |        |
| 7.     | Andrzej Piaseczny       | Majka Jeżowska                                                                           | Alicja Majewska                                                                                                   | Robert Janowski              | Źródło |
| 7.     |                         |                                                                                          | |                              |        |
| 7.     |                         |                                                                                          | |                              |        |

## Oglądalność w telewizji linearnej
Informacje dotyczące oglądalności oparto na badaniach przeprowadzonych przez Nielsen Audience Measurement. Dotyczą one wyłącznie oglądalności pierwszej emisji telewizyjnej – nie uwzględniają oglądalności powtórek, wyświetleń w serwisach VOD (np. TVP VOD) itp.
| Odcinek | Edycja                      | Edycja                       | Edycja                       | Edycja                                               |
| Odcinek | 1.                          | 2.                           | 3.                           | 4.                                                   |
| ------- | --------------------------- | ---------------------------- | ---------------------------- | ---------------------------------------------------- |
| 1.      | bd. (7 grudnia 2019)        | bd. (2 stycznia 2021)        | bd. (1 stycznia 2022)        | 1 667 041 / 1 666 238 (7 stycznia 2023)              |
| 2.      | 3 119 043 (7 grudnia 2019)  | 2 277 761 (2 stycznia 2021)  | 2 399 978 (1 stycznia 2022)  | 1 929 095 / 1 961 039 / 1 929 608 (7 stycznia 2023)  |
| 3.      | bd. (14 grudnia 2019)       | bd. (9 stycznia 2021)        | bd. (8 stycznia 2022)        | 1 921 102 (14 stycznia 2023)                         |
| 4.      | 3 158 782 (14 grudnia 2019) | 2 362 749 (9 stycznia 2021)  | 2 266 267 (8 stycznia 2022)  | 2 218 847 / 2 222 692 / 2 218 568 (14 stycznia 2023) |
| 5.      | 2 698 259 (21 grudnia 2019) | bd. (16 stycznia 2021)       | bd. (15 stycznia 2022)       | 1 945 133 / 1 938 903 (21 stycznia 2023)             |
| 6.      | 3 333 788 (28 grudnia 2019) | 2 696 117 (16 stycznia 2021) | 2 184 585 (15 stycznia 2022) | 2 307 195 / 2 312 348 / 2 302 335 (21 stycznia 2023) |
| 7.      | 3 487 514 (28 grudnia 2019) | bd. (23 stycznia 2021)       | bd. (22 stycznia 2022)       | 1 900 558 (28 stycznia 2023)                         |
| 8.      | nd.                         | 2 853 990 (23 stycznia 2021) | 2 274 162 (22 stycznia 2022) | 2 188 481 / 2 172 756 (28 stycznia 2023)             |
| 9.      | nd.                         | bd. (30 stycznia 2021)       | bd. (29 stycznia 2022)       | 2 034 720 (4 lutego 2023)                            |
| 10.     | nd.                         | 2 597 758 (30 stycznia 2021) | 2 337 837 (29 stycznia 2022) | 2 071 049 / 2 068 987 (4 lutego 2023)                |
| 11.     | nd.                         | 2 781 854 (6 lutego 2021)    | 2 661 891 (5 lutego 2022)    | 1 964 399 (11 lutego 2023)                           |
| 12.     | nd.                         | 2 889 260 (6 lutego 2021)    | 2 478 516 (5 lutego 2022)    | 2 030 924 / 2 019 900 (11 lutego 2023)               |
| 13.     | nd.                         | nd.                          | nd.                          | 2 122 509 / 2 105 864 (18 lutego 2023)               |
| 14.     | nd.                         | nd.                          | nd.                          | 2 156 560 / 2 142 945 (18 lutego 2023)               |
| Średnia | 2 971 804                   | 2 425 942                    | 2 077 085                    | 2 027 740                                            |

## Nagrody i nominacje
| Rok  | Nagroda         | Kategoria                         | Odbiorca       | Wynik     | Źródło |
| ---- | --------------- | --------------------------------- | -------------- | --------- | ------ |
| 2021 | Telekamery 2021 | Program rozrywkowy                | program        | nominacja | [ 74 ] |
| 2023 | Telekamery 2023 | Juror                             | Piotr Cugowski | nominacja | [ 75 ] |
| 2023 | Telekamery 2023 | Program rozrywkowy / reality show | program        | nominacja | [ 75 ] |